# Lepidocolaptes
Lepidocolaptes là một chi chim trong họ Furnariidae.